# Morning Geyser
Morning Geyser (letterlijk Morgengeiser) is een fonteingeiser in Yellowstone National Park.

## Uitbarsting
Morning Geyser is niet vaak actief, maar als het actief is, is het een van de grootste geisers in het park. De hoogte van een eruptie is meestal 46 tot 61 meter en de breedte ervan is ongeveer 18 tot 31 meter. De tijd tussen twee erupties tijdens een actieve periode is meestal rond de vier uur, maar kan ook dagen tot weken zijn.
In zeldzame gevallen barst Morning Geyser samen met Fountain Geyser uit. Ook kan het voorkomen dat Morning Geyser samen met Fountain Geyser en "Morning's Thief Geyser" uitbarst, een geiser naast Morning Geyser waarvan gedacht wordt dat het een uitbarsting van Morning Geyser voorkomt.

## Geschiedenis
De eerste uitbarsting van Morning Geyser werd gezien in 1899 en de geiser kreeg de naam 'New Fountain Geyser'. Sindsdien waren de uitbarstingen van de geiser zeldzaam, totdat het van 1945 tot 1949 weer uitbarstte, voornamelijk in de morgen, omdat er dan minder wind staat. Daardoor kreeg de geiser de naam 'Morning Geyser'.
Sinds de Hebgen Lake-aardbeving in 1959 is Morning Geyser actiever geworden, alhoewel na de aardbeving de geiser binnen drie weken inactief was. De eerste actieve periode sinds de aardbeving was 1973. Na de actieve periode in 1973 volgden nog een aantal andere actieve periodes, waarvan de periode 2012 tot 2013 de meest recente is.